# Lactococcus
Lactococcus ist der Name einer Gattung von grampositiven, kugelförmigen Bakterien aus der Familie der Streptococcaceae. Sein Name wird „eingedeutscht“ auch als Laktokokkus (Plural: Laktokokken) geschrieben. Lactococcus gehört zusammen mit anderen Bakteriengattungen zu der Ordnung der Milchsäurebakterien, sie alle erzeugen Milchsäure durch Gärung.
Lactococcus-Arten sind wichtig für die Lebensmittelindustrie. Sie werden für die Herstellung von gesäuerten Milchprodukten genutzt. Den Menschen selbst fügen sie in der Regel keinen Schaden zu, sie sind apathogen.
Die Arten der Gattung Lactococcus wurden bis 1986 der Gattung Streptococcus zugerechnet. Die Teilung der Gattung Streptococcus in die Gattungen Streptococcus (eher pathogene Arten) und Lactococcus (eher „nützliche“ Arten) erfolgte 1986. Oftmals werden derzeit noch Arten der Gattung Lactococcus der Gattung Streptococcus zugerechnet.

## Merkmale

### Erscheinungsbild
Bei den Vertretern der Gattung handelt es sich um grampositive Bakterien, sie bilden keine Überdauerungsformen wie Endosporen und sind in den meisten Fällen nicht zur aktiven Bewegung fähig. Die Zellen von Lactococcus sind rund (Kokken) und weniger als 2 µm (Mikrometer) groß. Die Zellen sind zu Ketten angeordnet. Da eine derartige Anordnung als Streptokokken bezeichnet wird, wurde dies auch auf Laktokokken angewandt.
Auf festen, kohlenhydrathaltigen Nährböden wachsen die Zellen zu Kolonien heran, diese sind bei Lactococcus meist farblos bis weiß und typischerweise recht klein, ihr Durchmesser liegt unter 1 mm.

### Wachstum und Stoffwechsel
Als Vertreter der Milchsäurebakterien wachsen Laktokokken anaerob, und sie sind aerotolerant, d. h. sie wachsen in Anwesenheit von Sauerstoff, benötigen aber keinen Sauerstoff für ihren Stoffwechsel. Dabei sind sie Katalase-negativ und Oxidase-negativ. Sie sind jedoch in der Lage, Cytochrome zu bilden, wenn sie auf Nährböden kultiviert werden, die Hämine oder Blut enthalten. In diesem Fall zeigen sie dann eine positive Reaktion im Oxidase-Test. Weiterhin ist ein für Laktokokken typisches Kennzeichen der Bedarf an komplexen Wachstumsfaktoren und Aminosäuren bei der Kultivierung. Sie können auf MRS-Agar kultiviert werden, einem Nährmedium, das das Wachstum anspruchsvoller Milchsäurebakterien ermöglicht.
Die Temperaturoptima des Wachstums und der Vermehrung liegen für die meisten Arten im Bereich von 25–30 °C, somit zählt Lactococcus zu den mesophilen Organismen. Er wächst auch noch bei 10 °C, aber nicht bei 45 °C, dies wird als ein Unterscheidungskriterium zu den eher thermophilen Arten von Streptococcus herangezogen. Ein weiteres Unterscheidungsmerkmal ist, dass Lactococcus-Arten auf einem Agarnährmedium, das Blut enthält – ein sogenannter Blutagar – keine Hämolyse zeigen, während bei Streptococcus-Arten Alpha- oder Beta-Hämolyse zu beobachten ist. Lactococcus-Arten überleben 30 Minuten langes Erhitzen auf 60 °C und tolerieren eine hohe Konzentration an Galle (meist Ochsengalle) im Nährmedium.

#### Milchsäuregärung

Strukturformel des L-Lactat-Ions

Strukturformel der L-Milchsäure

Laktokokken können in einer Fermentation verschiedene Kohlenhydrate zur Energiegewinnung verwerten. Kennzeichen einer Fermentation (Gärung) ist, dass die Substrate ohne Sauerstoff abgebaut werden. Das für Milchsäurebakterien typische Produkt bei der Fermentation ist die Milchsäure bzw. das Lactat (das Anion der Milchsäure), folglich wird dieser Stoffwechselweg als Milchsäuregärung bezeichnet. Man unterscheidet zwischen homofermentativen und heterofermentativen Arten. Homofermentative Arten produzieren aus Glucose durch Gärung praktisch ausschließlich Milchsäure, während heterofermentative Arten neben Milchsäure zu einem bedeutenden Teil auch andere Endprodukte erzeugen, meist Ethanol und Kohlenstoffdioxid, manchmal auch Essigsäure. Den Heterofermentativen fehlt in der Regel das Enzym Aldolase.
Die Vertreter der Gattung Lactococcus verfügen über das Enzym Aldolase und gehören alle zu den homofermentativen Arten. Zu den homofermentativen Milchsäurebakterien gehört ebenfalls Lactobacillus delbrueckii subsp. bulgaricus, der typische Stoffwechselweg ist dort erklärt. Auch das in Lactococcus Arten vorhandene Enzym Lactatdehydrogenase ist stereospezifisch, anders als bei Lactobacillus delbrueckii subsp. bulgaricus entsteht bei dieser Reaktion beinahe ausschließlich L-(+)-Lactat (Syn.: (S)-Lactat). Der Anteil von L-(+)-Milchsäure liegt zwischen 92 und 99 %. Dieses Enantiomer wird auch als rechtsdrehende Milchsäure bezeichnet.
Neben Glucose können auch noch weitere Kohlenhydrate verwertet werden, dazu gehören Ribose, Lactose (Milchzucker), Maltose und Saccharose sowie der Zuckeralkohol Mannitol. Allerdings trifft dies nicht auf alle Arten der Gattung zu.

### Genetik
Das Genom mehrere Bakterienstämme aus der Gattung Lactococcus wurde bereits vollständig sequenziert, dies trifft vor allem auf die Art Lactococcus lactis zu. Die Größe des Genoms aller bisher untersuchten Vertreter liegt zwischen 2370 und 2810 Kilobasenpaaren (kb), das ist lediglich 55 % der Genomgröße von Escherichia coli. Es sind etwa 2300–2600 Proteine annotiert. Die geringe Genomgröße ist ein weiterer Hinweis auf die Anpassung an das Habitat Milch. Dort sind viele komplexe Wachstumsfaktoren, wie beispielsweise Aminosäuren und Vitamine, vorhanden, so dass das Bakterium im Laufe der Zeit die Fähigkeit zur Synthese zahlreicher Metabolite verloren hat.
Lactococcus wird zu den grampositiven Bakterien mit niedrigem GC-Gehalt (den Anteil der Nukleinbasen Guanin und Cytosin) in der Bakterien-DNA gezählt. Der GC-Gehalt liegt zwischen 38 und 41 Mol-Prozent, das ist vergleichbar mit dem der verwandten Gattungen Streptococcus oder Leuconostoc.

### Pathogenität
Lactococcus gilt als nicht pathogen, die meisten Lactococcus Arten werden durch die Biostoffverordnung in Verbindung mit der TRBA (Technische Regeln für Biologische Arbeitsstoffe) 466 der Risikogruppe 1 zugeordnet. Eine Ausnahme bildet Lactococcus garvieae, der der Risikogruppe 2 zugeordnet wird. Allerdings findet sich hier die Einschränkung, dass er nur in Einzelfällen als Krankheitserreger nachgewiesen wurde und dies bei abwehrgeschwächten Menschen, weiterhin ist die Identifizierung der Art oftmals nicht zuverlässig.

### Nachweise
Eine eher allgemeine Einschätzung, ob es sich um Laktokokken handelt, ist durch das lichtmikroskopische Bild nach Gramfärbung möglich. Durch einen Oxidations-Fermentations-Test (OF-Test) kann geprüft werden, ob sie sowohl aerob wie auch anaerob Säure aus Glucose bilden, eine Gasbildung ist dabei nicht zu beobachten. Der Katalase- und Oxidase-Test verläuft negativ, weitere biochemische Tests zur Unterscheidung der Lactococcus Arten untereinander beinhalten typische Nachweisreaktionen aus einer „Bunten Reihe“. Es wird geprüft, welche Kohlenhydrate und andere Substrate sie verwerten können und über welche Enzyme sie verfügen, hier ist der Nachweis der Arginindihydrolase (ADH) ein Unterscheidungsmerkmal. Auch das Wachstum in einem Nährmedium mit einem Anteil von 4 % Natriumchlorid (NaCl) wird überprüft. Ebenso wird der Einfluss verschiedener Antibiotika untersucht, um herauszufinden, ob sie darauf empfindlich reagieren oder resistent sind. Zur Unterscheidung der Lactococcus Arten werden dabei u. a. die Antibiotika Cefuroxim, Tetracyclin, Erythromycin und Polymyxin B verwendet.

## Vorkommen
Die Arten von Lactococcus kommen vor allem in Milch und Molkereiprodukten vor. Sie werden als Starterkulturen bei der Produktion zahlreicher Molkereiprodukte verwendet, wegen der von ihnen produzierten Milchsäure werden sie auch als Säurewecker bezeichnet. Weiterhin sind sie in oder auf Pflanzen zu finden, und sind an der Herstellung von Silage beteiligt. Dies zeigt sich auch an der Bezeichnung der Art Lactococcus plantarum, planta aus dem Lateinischen heißt „Pflanze“, plantarum bedeutet „der Pflanzen“ (Genitiv, Plural).
Seit die Gattung 1986 etabliert wurde, sind noch Arten und Unterarten (Subspezies) hinzugekommen, die in anderen Habitaten vorkommen: So wurde 2011 aus der Darmschleimhaut der Forelle und der Regenbogenforelle Lactococcus lactis subsp. tructae isoliert. Bereits 1990 wurde ebenfalls aus der Familie Salmonidae (Lachsfische) ein neues Milchsäurebakterium isoliert und als Lactococcus piscium bezeichnet, piscis aus dem Lateinischen heißt „Fisch“, piscium bedeutet „der Fische“ (Genitiv, Plural). Lactococcus lactis subsp. hordniae ist nach der Zwergzikade Hordnia circellata benannt, von der er isoliert wurde und Lactococcus chungangensis wurde 2008 im Schaum des Belebtschlamms einer Kläranlage gefunden.
Lactococcus fujiensis ist wiederum pflanzlichen Ursprungs und wurde 2011 in Japan von den äußeren Blättern des Chinakohls isoliert, während Lactococcus taiwanensis 2013 in Taiwan gefunden wurde, in einer der Hauptzutaten für Pobuzihi, einer traditionellen, fermentierten Speise in Taiwan.

## Systematik

### Äußere Systematik
Lactococcus ist nahe verwandt mit der Gattung Streptococcus, die beide zur Familie Streptococcaceae gehören. Früher wurden sie – gemeinsam mit den Enterokokken, die fäkalen Ursprungs sind – zur Gattung Streptococcus gerechnet. Um die häufig pathogenen Arten von den für Menschen ungefährlichen, und z. T. auch in der Lebensmittelindustrie verwendeten Arten zu unterscheiden, erfolgte zunächst eine formale Auftrennung in die Gattungen Streptococcus, Enterococcus und Lactococcus. Enterococcus gehört zur Familie der Enterococcaceae, die mit weiteren Familien die Ordnung Lactobacillales bildet, die auch als Milchsäurebakterien bezeichnet werden.
Die Trennung der Gattungen Streptococcus und Lactococcus erscheint zum Teil willkürlich. Durch die Untersuchungen von Karl-Heinz Schleifer u. a. 1985 wurden chemotaxonomische Merkmale zugrunde gelegt. Dabei wurden einige Streptococcus und Lactobacillus Arten untersucht, und deren Verwandtschaft durch Ähnlichkeit der Zusammensetzung der Bakterienzellwand gezeigt, insbesondere der dort verankerten Teichonsäuren. Auch die vorhandenen Lipide und Fettsäuren und die Menachinone zeigen ein ähnliches Muster. Dies führte zur Zuordnung der untersuchten Bakterien in die neu beschriebene Gattung Lactococcus. Allerdings finden auch die alten Bezeichnungen noch Verwendung und werden als sogenanntes Basonym (vergleichbar mit dem Basionym in der Taxonomie der Pflanzen) geführt, beispielsweise ist Streptococcus lactis das Basonym für Lactococcus lactis, da dieser ursprünglich der Gattung Streptococcus zugeordnet war.

### Innere Systematik
Mehr als 200 Stämme werden zu der Gattung Lactococcus gezählt, zum Teil sind sie den darin enthaltenen Arten zugeordnet, zum Teil sind sie noch nicht eindeutig zugeordnet. Aktuell (2013) werden 12 Lactococcus Arten und Unterarten vom Leibniz-Institut DSMZ – Deutsche Sammlung von Mikroorganismen und Zellkulturen GmbH in der Prokaryotic Nomenclature up-to-date („Prokaryotische Nomenklatur auf dem aktuellen Stand“) aufgeführt. Diese Zusammenstellung umfasst alle gemäß dem Bacteriological Code gültig publizierten Namen und berücksichtigt die Validierungsliste des International Journal of Systematic and Evolutionary Microbiology. Lactococcus lactis ist die Typusart.
- Lactococcus chungangensis Cho et al. 2008, sp. nov.
- Lactococcus fujiensis Cai et al. 2011, sp. nov.
- Lactococcus garvieae (Collins et al. 1984) Schleifer et al. 1986, comb. nov. (vorher Streptococcus garvieae)
- Lactococcus lactis (Lister 1873) Schleifer et al. 1986, comb. nov. (vorher Streptococcus lactis)
  - Lactococcus lactis subsp. cremoris (Orla-Jensen 1919) Schleifer et al. 1986, comb. nov. (vorher Streptococcus cremoris)
  - Lactococcus lactis subsp. hordniae (Latorre-Guzmán et al. 1977) Schleifer et al. 1986, comb. nov. (vorher Lactobacillus hordniae)
  - Lactococcus lactis subsp. lactis (Lister 1873) Schleifer et al. 1986, comb. nov. (vorher Streptococcus lactis)
  - Lactococcus lactis subsp. tructae Pérez et al. 2011, subsp. nov.
- Lactococcus piscium Williams et al. 1990, sp. nov.
- Lactococcus plantarum (Collins et al. 1984) Schleifer et al. 1986, comb. nov. (vorher Streptococcus plantarum)
- Lactococcus raffinolactis (Orla-Jensen und Hansen 1932) Schleifer et al. 1988, comb. nov. (vorher Streptococcus cremoris)
- Lactococcus taiwanensis Chen et al. 2013, sp. nov.

Die Bakterienstämme, die früher Streptococcus lactis subsp. diacetilactis (auch als Streptococcus diacetilactis oder Streptococcus diacetylactis bezeichnet) wie auch die Bakterienstämme, die früher Lactobacillus xylosus zugeordnet wurden, gehören nun zur Unterart Lactococcus lactis subsp. lactis. Die Zuordnung von Lactococcus garvieae ist noch nicht vollkommen geklärt. Er scheint nicht ganz zu den anderen Laktokokken zu passen, unter anderem, weil er möglicherweise Krankheiten auslöst. 1996 wurden der Spezies zugehörige Stämme von Wasserbüffeln isoliert, die an Mastitis erkrankt waren, ohne Symptome zu zeigen. Sie wurden nach genotypischen und phänotypischen Untersuchungen jedoch der Art Enterococcus seriolicida Kusuda et al. 1991 zugeordnet.
Bei der taxonomischen Zuordnung neuer Bakterienstämme werden zunehmend genetische Untersuchungen durchgeführt, man untersucht die DNA-Sequenzen im Genom mittels DNA-DNA-Hybridisierung und bei Bakterien zusätzlich die 16S rRNA, ein für Prokaryoten typischer Vertreter der ribosomalen RNA. Die Analyse der 16S rRNA Sequenzen weisen bei Lactococcus taiwanensis eine Übereinstimmung von 98,22–98,82 % zu den Lactococcus lactis Subspezies auf, der Vergleich der DNA-Sequenzen zeigt eine Übereinstimmung von 9,7–15,2 %, diese Abweichungen führen dazu, dass er als eigene Art bezeichnet wird. Bei Lactococcus fujiensis ergibt sich bei den 16S rRNA Sequenzen eine Übereinstimmung von 94,4 % zu Lactococcus lactis und Lactococcus garvieae, während der Vergleich der DNA-Sequenzen eine Übereinstimmung von weniger als 20,2 % zu den Typstämmen weiterer Lactococcus Arten zeigt.

### Etymologie
Der Gattungsname verweist auf Vorkommen und Erscheinungsbild der Zellen, lactis aus dem Lateinischen steht für „Milch“ und κόκκος kokkos ist altgriechisch für „Beere“, Lactococcus ist folglich ein kokkenförmiges Bakterium in der Milch.

## Industrielle Bedeutung

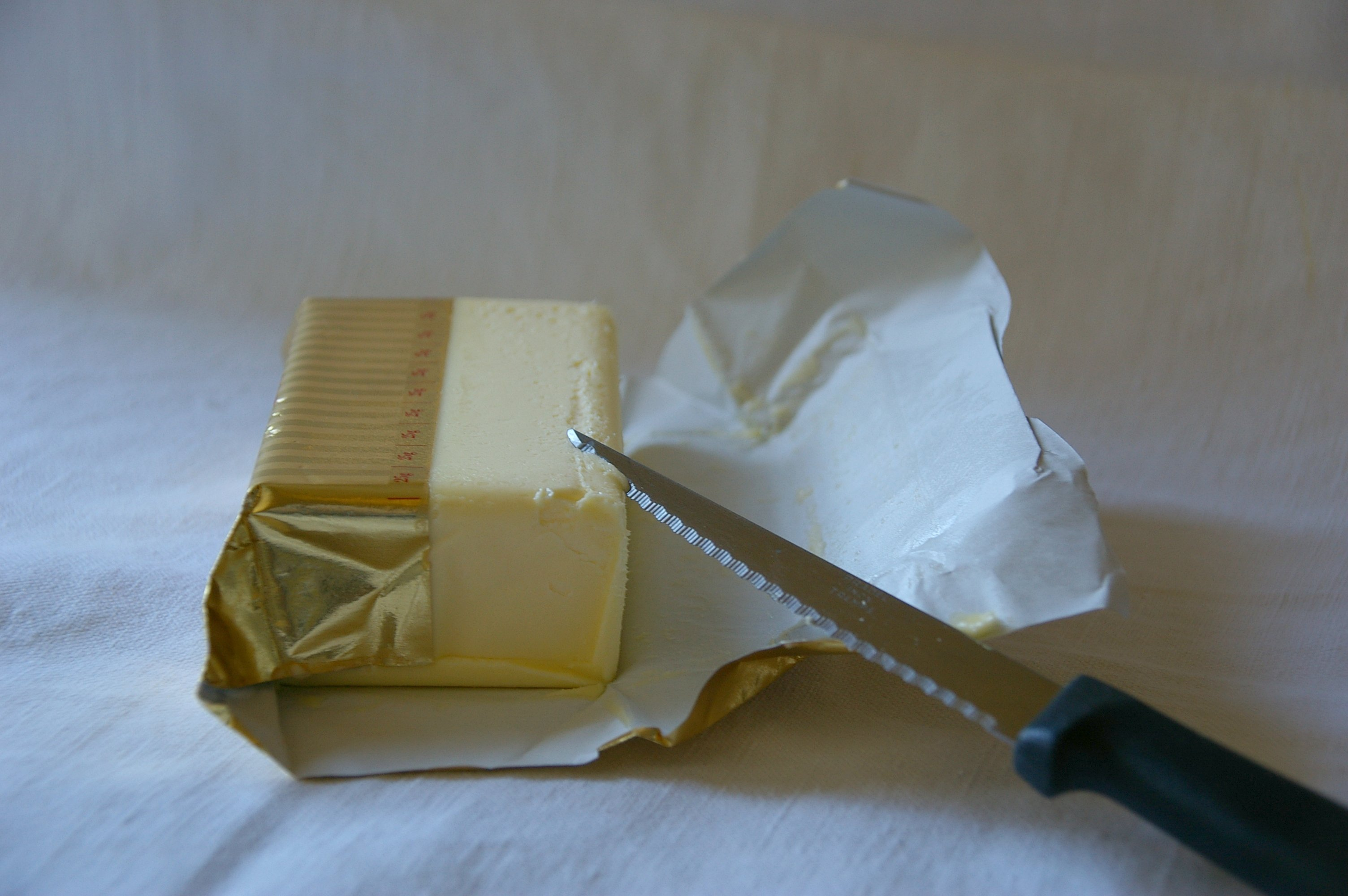
Ein Stück Butter, bei dessen Herstellung Lactococcus beteiligt ist.

Die Milchsäuregärung wird in der Lebensmittelindustrie vor allem bei der Herstellung von Milchprodukten wie Käse und Joghurt genutzt. Ohne Milchsäurebakterien gäbe es praktisch keine Milchprodukte. In der Molkerei werden Reinkulturen von Lactococcus-Arten bei der Herstellung von Sauermilch, Sauerrahmprodukten wie Crème fraîche, Sauerrahmbutter, Buttermilch, Quark und anderer Frischkäseprodukte verwendet, indem sie als Starterkulturen zugefügt werden. Sauermilch und Sauerrahm enthalten 0,5–0,9 % Milchsäure durch die von Lactococcus durchgeführte Milchsäuregärung. Bei der Sauerrahmbutter ist auch die Bildung von Diacetyl durch die Lactococcus-Arten von Bedeutung. Diacetyl ist als Aromastoff mit typischem Geruch und Geschmack nach Butter erwünscht.
In der Käseherstellung werden Lactococcus-Arten als sogenannte mesophile Säurewecker eingesetzt und die Milch dann bei 20–30 °C inkubiert. Für das Dicklegen der Milch kann auch ein Zusatz von Lab erfolgen. Neben den Lactococcus-Arten sind meist noch andere Milchsäurebakterien mitbeteiligt.